# Socimi Type 821
Socimi Type 821 — італійський пістолет — кулемет.
Пістолет-кулемет Socimi Type 821 не є буквальною копією ізраїльського кулемета Узі. 
Фірма SOCIMI активно працювала в галузі залізничного будівництва з початку 1970-х; у 1983 році вона вступила в спільне підприємство з виробником вогнепальної зброї Luigi Franchi S.p.A. , щоб сконцентруватися на військовій зброї. Одним з проектів і був цей пістолет-кулемет.
За основу було взято ізраїльський пістолет UZI, в конструкцію якого було внесене декілька нових технічних рішень. В результаті SOCIMI Type 821-SMG в цілому легший і компактніший, ніж ізраїльський UZI. Загальне скорочення довжини було досягнуто шляхом вкорочення стволу.

## Використання
SOCIMI Type 821-SMG був придбаний у невеликих кількостях Міністерством внутрішніх справ Італії. Станом на 2020 р. - всі на складах. 

## Фото

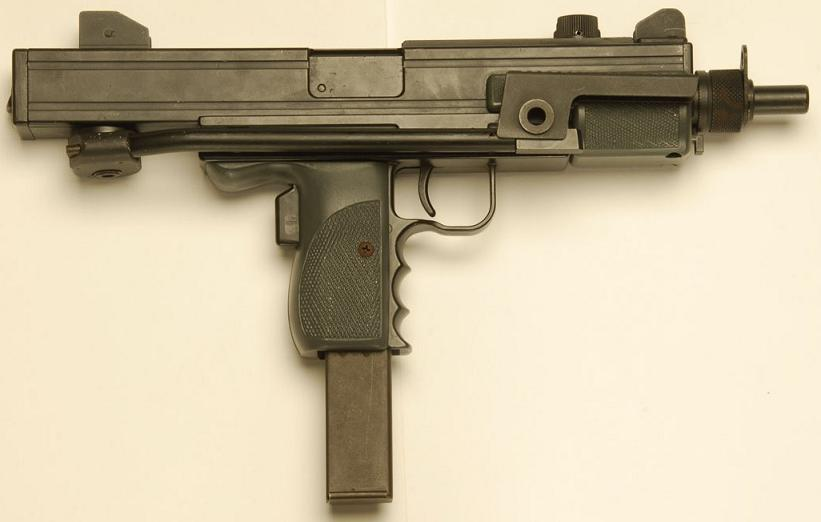
Зі складеним прикладом
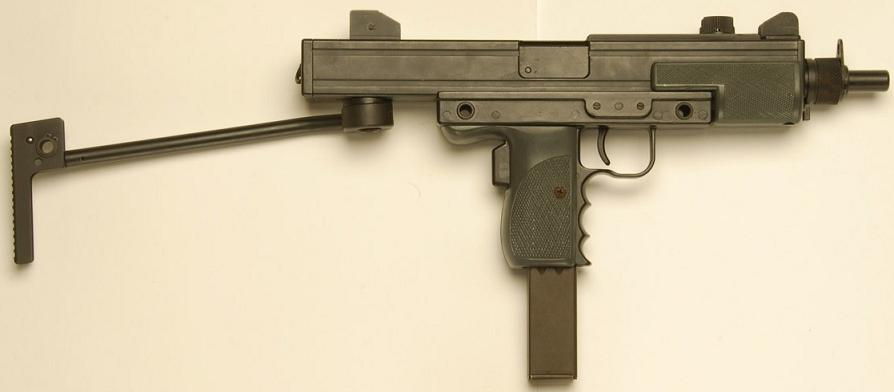
З розкладеним прикладом